# Tina Birbili
Konstantina Birbili (en griego: Κωνσταντίνα Μπιρμπίλη) (Atenas, 4 de marzo de 1969), comúnmente conocida como Tina Birbili, fue la ministra de Medio Ambiente, Energía y Cambio Climático de Grecia hasta el 17 de junio de 2011. Fue la primera titular de este cargo, que fue creado para suceder al antiguo Ministerio de Medio Ambiente, Planificación Física y Obras Públicas por el primer ministro griego George Papandreou en octubre de 2009.

## Carrera profesional
Trabajó como asesora del primer ministro Papandreou durante su mandato en el Ministerio de Relaciones Exteriores. Fue considerada una firme defensora de los problemas ambientales dentro del partido Movimiento Socialista Panhelénico. 
Es Física de formación, asistió a la Universidad de Atenas y al Imperial College London, donde obtuvo un doctorado en 1995.